# Радосте-Скорбященский собор (Сан-Франциско)
Собо́р ико́ны Бо́жией Ма́тери «Всех скорбя́щих Ра́дость» (Ра́досте-Скорбя́щенский собо́р) — православный храм в городе Сан-Франциско (Калифорния, США), кафедральный собор Сан-Францисской и Западно-Американской епархии Русской православной церкви заграницей. Крупнейший храм Русского зарубежья и духовный центр русского православия на западном побережье Америки. Службы в соборе проходят каждый день.

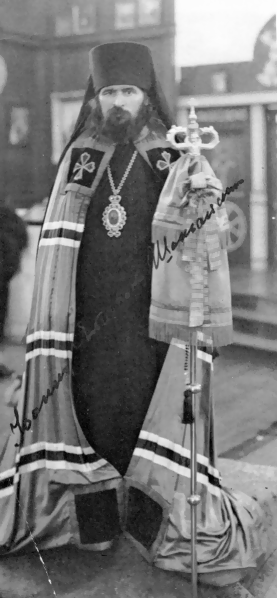
Иоанн Шанхайский и Сан-Францисский открывает собор в 1961

## История
Был заложен 25 июня 1961 года, строительство завершено в 1964 году под руководством архиепископа Сан-Францисского Иоанна (Максимовича), который возглавлял епархию в то время. Новый храм заменил старый собор на Фултон-стрит, который к 60-м годам перестал вмещать всех прихожан. Первое богослужение прошло 14 марта 1965 года на Праздник Торжества Православия. Великое освящение состоялось 31 января 1977 года.
В росписи собора принимал участие иконописец архимандрит Киприан (Пыжов) и нынешний регент архиерейского хора Владимир Красовский.
В соборе в 2006 году прошёл IV Всезарубежный Собор РПЦЗ.

## Архитектура
Собор был спроектирован Олегом Николаевичем Иваницким, и имеет пять луковых куполов, покрытых 24-каратным сусальным золотом.
Мозаичные работы снаружи здания были выполнены Альфонсо Пардиньясом

## Духовенство и программы
Настоятелем собора является Кирилл (Дмитриев), архиепископ Сан-Францисский и Западно-Американский. Архиепископ является уроженцем Сан-Франциско и выпускником Университета Сан-Франциско.